# Аргентина на Светском првенству у атлетици у дворани 2014.
Аргентина је учествовала на Светском првенству у атлетици у дворани 2014. одржаном у Сопоту од 7. до 9. марта једанаести пут. Репрезентацију Аргентине представљао је један атлетичар, који се такмичио у бацању кугле.
На овом првенству Аргентина није освојила ниједну медаљу. Није било нових националних, личних и рекорда сезоне. У табели успешности (према броју и пласману такмичара који су учествовали у финалним такмичењима (првих 8 такмичара)) Аргентина је са 1 учесником у финалу делила 40. место са 3 бода.
| Плас. | Земља     | 1. место | 2. место | 3. место | 4. место | 5. место | 6. место | 7. место | 8. место | Бр. финал. | Бод. |
| ----- | --------- | -------- | -------- | -------- | -------- | -------- | -------- | -------- | -------- | ---------- | ---- |
| =40.  | Аргентина | 0        | 0        | 0        | 0        | 0        | 1        | 0        | 0        | 1          | 3    |

## Учесници
Мушкарци:
- Херман Лауро — Бацање кугле

## Резултати

### Мушкарци
| Атлетичар    | Дисциплина   | Лични рекорд | Квалификација | Квалификација | Финале   | Финале      | Детаљи |
| Атлетичар    | Дисциплина   | Лични рекорд | Резултат      | Место         | Резултат | Место       | Детаљи |
| ------------ | ------------ | ------------ | ------------- | ------------- | -------- | ----------- | ------ |
| Херман Лауро | Бацање кугле | 21,04 НР     | 20,73 КВ      | 3             | 20,50    | 6 / 19 (20) |        |